# District de Rohtas
Le district de Rohtas  (hindi : रोहतास ज़िला) est un district de l'état du Bihar, en Inde,

## Géographie
Au recensement de 2011, sa population compte 2 962 593 habitants.
Son chef-lieu est la ville de Sasaram. 